# Nonoichi
Nonoichi (野々市市 Nonoichi-shi?) es una ciudad ubicada en la prefectura de Ishikawa, Japón. Tiene una población estimada, a fines de enero de 2022, de 53 999 habitantes.
El área total de la ciudad es de 13,56 km².

## Demografía
Según los datos del censo japonés, la población de Nonoichi ha crecido rápidamente en los últimos 40 años. 
| Año del censo | Población |
| ------------- | --------- |
| 1970          | 13,598    |
| 1980          | 31,817    |
| 1990          | 39,769    |
| 2000          | 45,581    |
| 2010          | 51,885    |
| 2022 (est.)   | 53,999    |

## Clima
Nonoichi tiene un clima continental húmedo (Köppen Cfa) caracterizado por veranos suaves e inviernos fríos con fuertes nevadas. La temperatura media anual en Nonoichi es de 14.3  ° C. La precipitación media anual es de 2.542  mm con septiembre como el mes más lluvioso. Las temperaturas son más altas en promedio en agosto, alrededor de 26.8  ° C, y el más bajo en enero, alrededor de 3.0  ° C.

## Ciudades hermanadas
- Gisborne Nueva Zelanda, desde 1990
- Shenzhen, China[cita requerida]